# Estación de Cártama
Cártama es una estación ferroviaria situada en el municipio español homónimo en la provincia de Málaga, comunidad autónoma de Andalucía. Forma parte de la línea C-2 de la red de Cercanías Málaga operada por Renfe.

## Situación ferroviaria
La estación se encuentra en el punto kilométrico 174,8 de la línea férrea 430 de la red ferroviaria española que une Córdoba con Málaga, a 37 metros de altitud. El tramo es de vía única y está electrificado.

## Historia
La estación fue puesta en servicio el 16 de septiembre de 1863 con la apertura del tramo Málaga-Álora de la línea que pretendía unir Córdoba con Málaga. Las obras corrieron a cargo de la Compañía del Ferrocarril de Córdoba a Málaga que se constituyó con este propósito en 1861. Sin embargo, debido a los malos resultados económicos, su gestión no duró mucho y la compañía acabó integrándose en 1877 en la Compañía de los Ferrocarriles Andaluces. En 1941, con la nacionalización de la totalidad de la red ferroviaria española la estación pasó a ser gestionada por RENFE. Desde el 31 de diciembre de 2004 Renfe Operadora explota la línea mientras que Adif es la titular de las instalaciones ferroviarias. 
Este pueblo también celebra una feria en honor a su patrón, San Isidro Labrador, que tiene lugar la segunda semana de mayo.
El domingo de esta semana, se conmemora la tradicional misa rociera a San Isidro y posteriormente, tendrá lugar la romería. Más de 50 carrozas se concentrarán en la calle principal del pueblo, Calle Juanola, para acompañar al patrón en su recorrido hasta llegar al río Guadalhorce.

## Autobús interurbano
Cártama está integrada en el Consorcio de Transporte Metropolitano del Área de Málaga, comunicada por varias rutas de autobuses interurbanos en su territorio. Algunas de ellas prestan servicio en la Estación de Cártama. Pueden consultarse en el siguiente enlace
M131 - Málaga- Cartama integrada en el Consorcio del Área de Málaga.

## Servicios ferroviarios

### Cercanías
La estación forma parte de la línea C-2 de la red de Cercanías Málaga.  La frecuencia habitual es de un tren cada hora.

### Media Distancia
En la estación también para el servicio de media distancia entre Málaga y Ronda, con la frecuencia de un tren diario por sentido.